# Blepharis hildebrandtii
Blepharis hildebrandtii är en akantusväxtart. Blepharis hildebrandtii ingår i släktet Blepharis och familjen akantusväxter.

## Underarter
Arten delas in i följande underarter:
- B. h. hildebrandtii
- B. h. phillipsiae